# Революція в Бразилії (1930)
Револю́ція в Брази́лії 1930 року (порт. Revolução de 1930) — військовий переворот, здійснений у жовтні-листопаді 1930 року в Бразилії. Революція завершилась усуненням президента Бразилії Вашингтона Луїса та приходом до влади Жетуліу Варгаса як тимчасового президента.

## Передумови

### Криза та протистояння в країні
1929 року Бразилію охопила економічна криза, яка спричинила величезні збитки для економіки держави. Як наслідок, різко знизились ціни на бразильську каву, скоротився рівень промислового виробництва, а багато жителів, як міських, так і сільських, втратили роботу, залишившись без засобів для існування. Економічна криза спричинила зростання класових суперечностей та розбіжностей у бразильському суспільстві: робітники влаштовували страйки, висловлюючи невдоволення правлінням «кавової» олігархії та вимагаючи радикальних змін. Пік суперечок припав на етап підготовки до президентських виборів, які було призначено на 1 березня 1930 року.
На початку 1930 року була порушена традиційна домовленість між штатами Сан-Паулу і Мінас-Жерайс щодо послідовного чергування кандидатів, що висувались на пост президента Бразилії, більше знана як «Політика кави з молоком». Тогочасний президент Вашингтон Луїс, висунутий 1926 року від Сан-Паулу, відмовився назвати кандидатуру свого наступника від Мінас-Жерайсу, яким мав стати губернатор штату Антоніу Карлус Рібейру ді Андрада. При цьому президент послався на те, що за умов Великої депресії, яка охопила світову економіку, уряд мав піти на екстраординарні заходи для виправлення становища, і роль глави держави за таких умов він довіряє губернатору Сан-Паулу Жуліу Престісу. У зв'язку з цим напередодні президентських виборів у Бразилії утворились два ворожих одне до одного політичних угрупування: Консервативна концентрація, яка захищала інтереси поміщиків та плантаторів, і Ліберальний альянс, що представляв буржуазію.
За результатами виборів президентом став Жуліу Престіс, який переміг із 1 091 000 голосів проти 742 000 у кандидата від опозиції Жетуліу Варгаса. Президентські вибори розкололи країну навпіл. Кандидат від опозиції Варгас, який очолював штат Ріу-Гранді-ду-Сул, створив Ліберальний альянс, до якого увійшли представники цивільної опозиції та молоді офіцери, головним чином, учасники тенентистських повстань 1920-их років. Оголосивши про свою «перемогу», представники альянсу звинуватили уряд у фальсифікації почали підготовку до збройного повстання.

### Реакція соціалістів

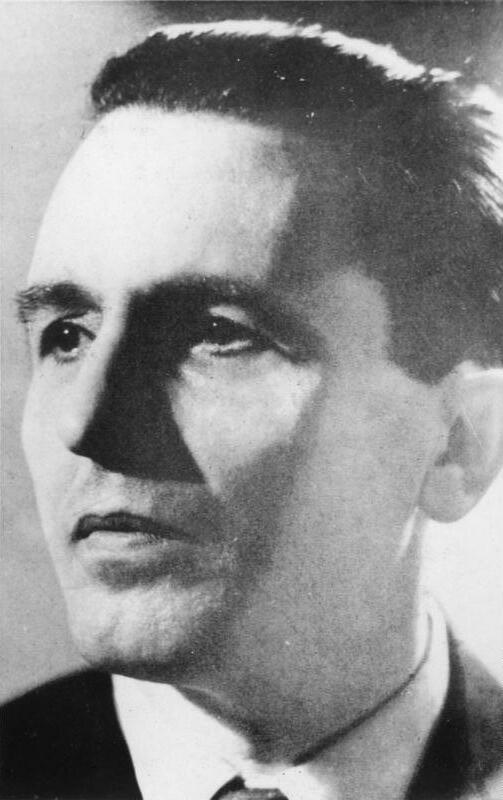
Карлос Луїс Престес

10 травня 1930 року в Буенос-Айресі відбулась нарада бразильських революціонерів-емігрантів. Карлос Луїс Престес, який виступив на ньому, заявив про неприпустимість участі соціалістів у боротьбі спільно з лібералами. За його словами, революціонери мали діяти самостійно, вимагаючи глибоких соціально-економічних перетворень у Бразилії. Однак решта учасників наради виступили проти цієї пропозиції, відстоюючи стару політичну лінію. В таборі революціонерів стався розкол.
29 травня Престес опублікував «Травневий маніфест», в якому звертався до робітників і селян Бразилії, закликаючи їх до боротьби та принесення жертв в ім'я докорінних змін у державі. В маніфесті критикували обмежену програму Ліберального альянсу, яка, на думку Престеса, не відповідала інтересам трудящих. Їй протиставлялась програма «істинно народної революції», яка мала звільнити Бразилію від великих землеволодінь та впливу англо-американських імперіалістів.

### Останні приготування
Наприкінці червня секретар внутрішніх справ уряду штату Ріу-Гранді-ду-Сул Освалду Аранья, який активно виступав за збройне усунення уряду Вашингтона Луїса та підтримував тісні зв'язки зі змовниками, подав у відставку. Своє рішення він мотивував неможливістю продовження опору під командуванням такого слабкого лідера, яким, на його думку, був Жетуліу Варгас.
26 липня 1930 року в Ресіфі був убитий кандидат у віцепрезиденти Бразилії від Ліберального альянсу, найближчий соратник Варгаса Жуан Песоа. Попри те, що убивство так і не було розкрито, воно спричинило величезний резонанс у суспільстві та спровокувало сплеск масових виступів проти влади. Альянс розпочав мобілізацію своїх сил.

## Революція

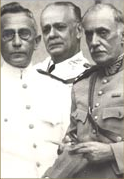
Члени Хунти 1930 року: Норонья, Фрагозу, Баррету

Приблизно за два місяці до регламентованого завершення повноважень Вашингтона Луїса (15 листопада) антиурядові виступи значно посилились. Повстання офіційно почалось 3 жовтня, і того ж дня одразу у 8 штатах були усунуті лояльні до уряду губернатори. Наступного дня у трьох штатах країни — Ріу-Гранді-ду-Сул, Санта-Катаріна та Парана — було запроваджено воєнний стан.
10 жовтня Жетуліу Варгас та його найближчі соратники виїхали потягом до тогочасної столиці Бразилії, Ріо-де-Жанейро. Урядові війська дістали завдання зупинити Варгаса, перекривши шляхи на Ріо-де-Жанейро. Внаслідок цього в Кватігві, на межі штатів Сан-Паулу й Парана, відбулась низка сутичок між урядовими та революційними силами. Велика битва між ними могла відбутись в Ітараре, але цьому завадили події, що відбулись у столиці держави: 23 жовтня столичний гарнізон повстав, змусивши президента Луїса залишити свій пост, а наступного дня, 24 жовтня, генерали Аугусту Фрагозу й Менна Баррету, а також адмірал Ісайас ді Норонья, створили військову хунту. Їхній тріумвірат увійшов до історії як хунта 1930 року й номінально керував Бразилією до 3 листопада того ж року, коли до столиці прибули повстанські війська на чолі з «верховним вождем революції» Жетуліу Варгасом, який офіційно прийняв повноваження тимчасового президента.
Наступного дня після прибуття Варгаса до Ріо-де-Жанейро в місті було сформовано тимчасовий уряд Бразилії. В державі почалась Ера Варгаса, що тривала до 1945 року.